# Cabernet Franc

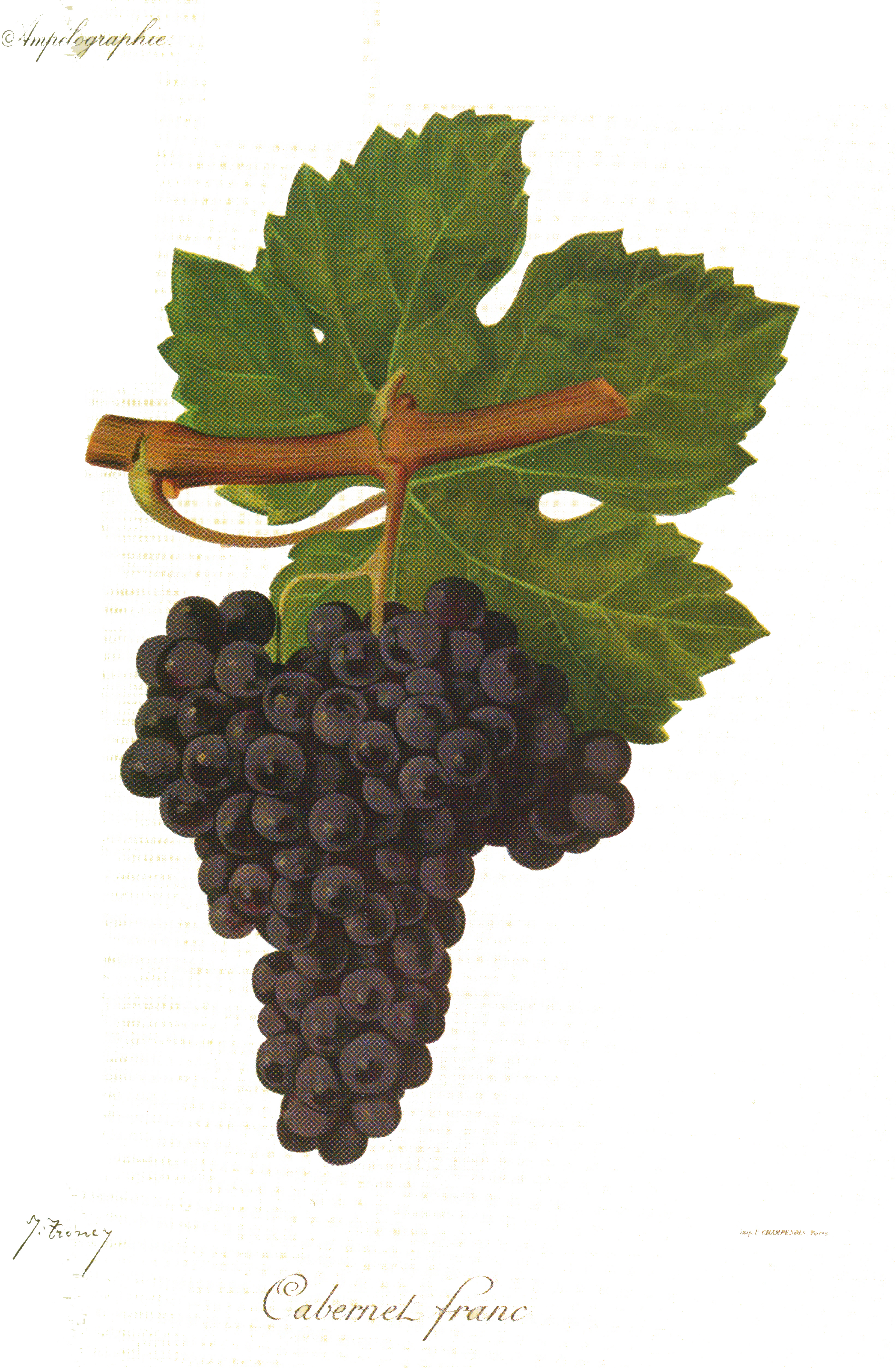
Kresba odrůdy Cabernet Franc z publikace Ampélographie, Viala et Vermorel

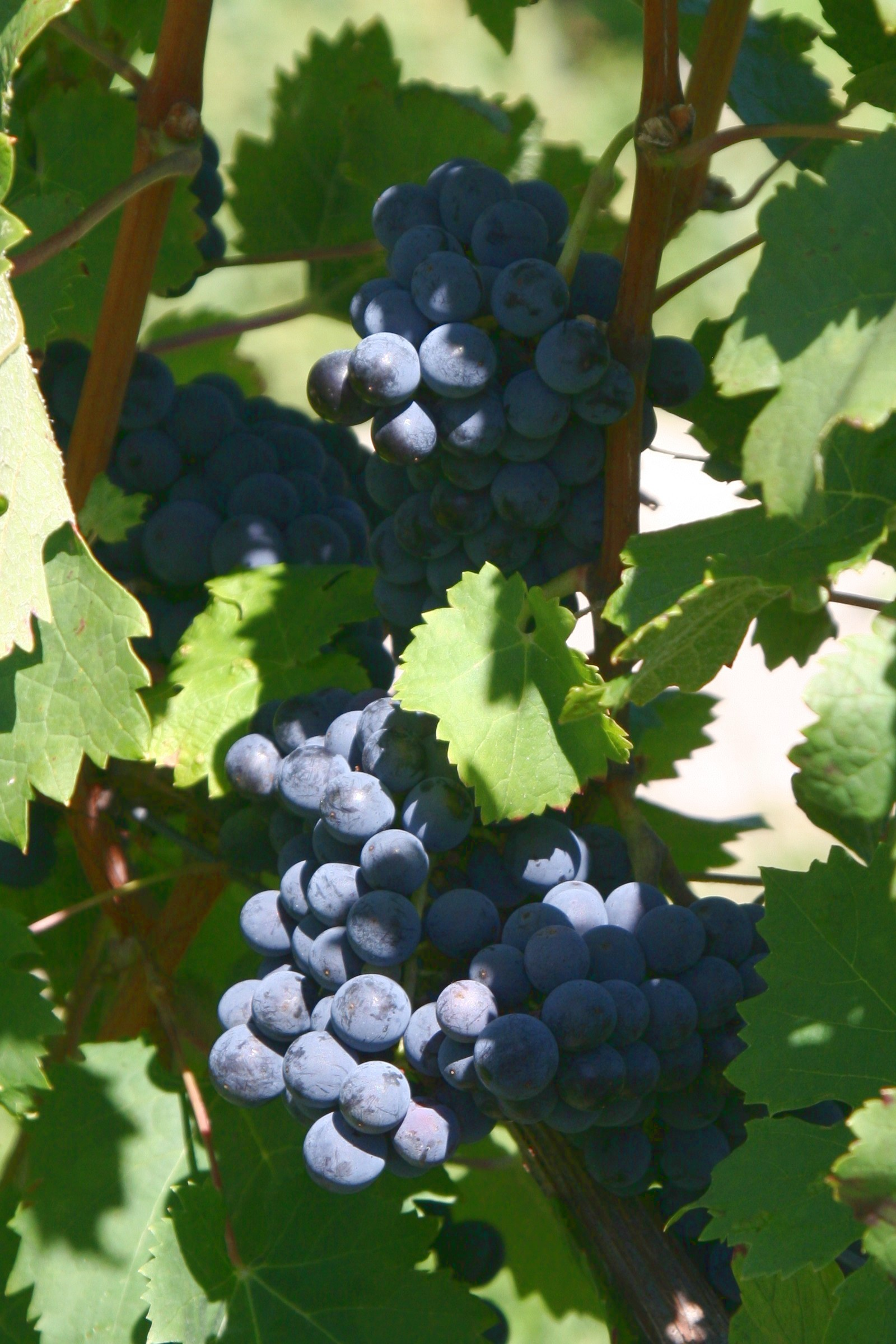
Cabernet Franc na vinohradě ve Weinsbergu

Cabernet Franc (zkratka CF) je tradiční, starobylá, středně pozdní moštová odrůda révy vinné (Vitis vinifera), používaná k výrobě červených vín. Je původní „kabernetovou“ odrůdou, která se v regionu Bordeaux stala zakladatelem celé rodiny odrůd „kabernetového typu“, je úzce příbuzná s volně rostoucí révou lesní Vitis vinifera ssp. sylvestris a vznikla patrně její selekcí.
Dle obsáhlé studie francouzských ampelografů, zveřejněné roku 2007, je Cabernet Franc typovou odrůdou skupiny, ke které jsou řazeny ještě odrůdy Cabernet Sauvignon, Carmenére, Fer Servadou, Gros Cabernet, Merlot, Morenoa a Txakoli.
V poslední době byla tato odrůda neprávem zatlačena do pozadí daleko úspěšnější odrůdou Cabernet Sauvignon. Vína CS obsahují sice více taninů, jsou tmavší a tělnatější, ale vína CF mají jemnější texturu a někdy i přitažlivější vůni. Ve směsi dokáže CF zmírnit „divokost“ a taninovou hrubost vín odrůdy CS. V regionu Bordeaux zrají hrozny CF dříve a dosahují lepší cukernatosti, proto se spolu s Merlotem vysazuje v oblasti St. Émilion, kde CS již tak dobře nevyzrává.

## Popis

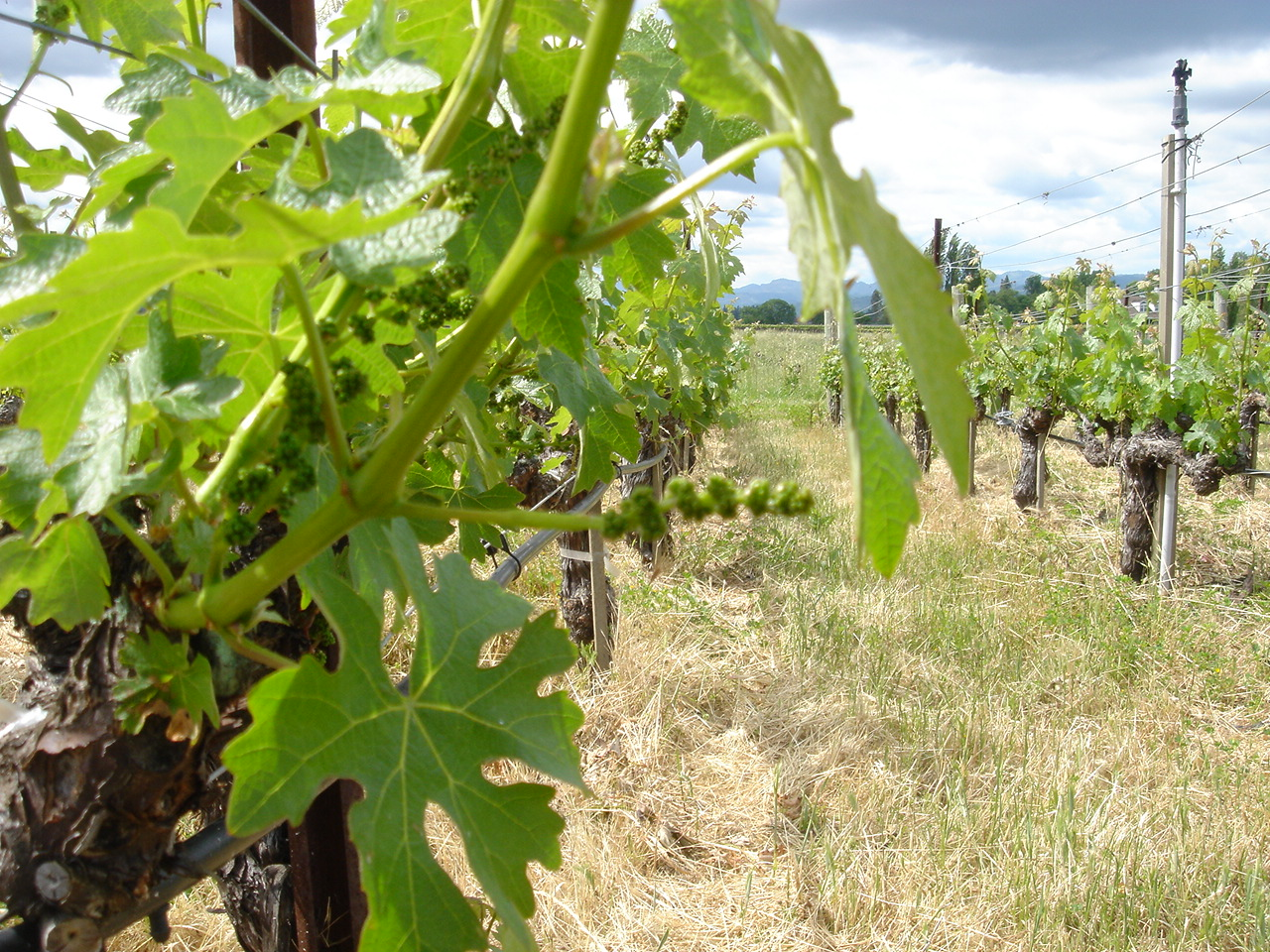
Keře Cabernet Franc, Napa Valley, Kalifornie, USA

Réva vinná (Vitis vinifera) odrůda Cabernet Franc je jednodomá dřevitá pnoucí liána, dorůstající v kultuře až několika metrů. Kmen tloušťky až několik centimetrů je pokryt světlou borkou, která se loupe v pruzích. Úponky révy jsou středně dlouhé, umožňují této rostlině pnout se po pevných předmětech. Růst je bujný, s polovzpřímenými až poléhavými letorosty. Vrcholky letorostů jsou otevřené, středně silně bíle vlnatě ochmýřené, průměrně pigmentované antokyaniny, s karmínovým nádechem. Mladé lístky jsou slabě bíle vlnatě ochmýřené, zelené s bronzovými skvrnami, slabě pigmentované antokyaniny. Internodia a nodia jsou jemně ochmýřená, zelená s hnědočervenými pruhy.
Dospělý list je středně velký, lesklý, tří- až pětilaločnatý se středně hlubokými až hlubokými výkroji, které mají oblé dno a někdy i zoubek, čepel listu je tmavozelená, síťovitě zvlněná, silně puchýřnatá, rub listu je jemně plstnatě ochmýřený, okraj listu je ostře, úzce zoubkovaný, řapíkový výkroj je otevřený, lyrovitý až lancetovitý, nebo překrytý s průsvitem. Žilnatina listu je takřka bez pigmentace antokyaniny. Listy na podzim červenají pouze v oblasti zoubkování.
Oboupohlavní pětičetné květy v hroznovitých květenstvích jsou žlutozelené, samosprašné. Plodem jsou malé (10 mm), okrouhlé, celoplošně silně ojíněné bobule černomodré barvy se středně silnou, pevnou slupkou, dužina je rozplývavá, sladká, trochu svíravé a typicky travnaté chuti. Hrozny jsou malé až středně velké (150 g), válcovitě-kónické, poměrně kompaktní, občas s křidélky.

## Původ a rozšíření
Cabernet Franc je tradiční, starobylá, středně pozdní moštová odrůda révy vinné (Vitis vinifera), která patrně vznikla selekcí divoce rostoucí révy lesní Vitis vinifera ssp. sylvestris. Za pravlast CF jsou dnes označována španělská úbočí Pyrenejí, provincie Navarra, Gipuzkoa nebo Bizkaia, kde se nacházejí velmi staré vinohrady v oblastech D.O. Txakoli. Do francouzského regionu Bordeaux, do oblasti údolí řeky Gironde, se ovšem měla dostat již kolem 1. století po Kristu a stala se zde zakladatelem rodiny odrůd „kabernetového typu“. V Burgundsku se odrůda pěstuje od počátku 16. století, roku 1635 se dostala do údolí řeky Loiry, v té době kardinál Richelieu zaslal Abbé Bretonovi několik tisíc sazenic této odrůdy, je zde stále na poměrně rozsáhlých plochách pěstována.
V regionu Bordeaux se používá, hlavně s odrůdami CS a Merlot, k výrobě světoznámých kupáží, prosadila se hlavně koncem 19. století, během obnovy vinic po napadení révokazem, kdy v řadě případů nahradila odrůdu Carmènere, se kterou byla v minulosti někdy též zaměňována. Ve Francii se Cabernet Franc roku 2008 pěstoval na 38.691 hektarech vinic, bylo zde registrováno 27 klonů odrůdy. CF najdeme v údolí řek Loiry a Gironde, v Provence a v Bordeaux, tvoří zde mimo jiné součást cuvée i odrůdových vín oblastí AOC Médoc, Graves, Saint Emilion, Bergerac, Pécharmant, Côtes de Duras, Buzet, Madiran, Irouléguy, Béarn, Côtes du Marmandais, Côtes du Brulhois, Bourgueil, Saint Nicolas de Bourgueil, Chinon, Saumur, Saumur-Champigny, Touraine, Coteaux du Loir, Anjou, Rosé de Loire, Rosé d'Anjou, Cabernet d'Anjou, Cabernet de Saumur, Orléans-Cléry, Cheverny, Coteaux du Vendômois, Coteaux d'Ancenis, Vins du Thouarsais, Vins du haut Poitou, Malepère, Cabardès, Limoux ... a mnoha Vin de Pays).
Roku 2007 je odrůda pěstována odhadem na 45.000 hektarech vinic, najdeme ji například ve Španělsku (Aragón, Navarra, Katalánsko), v Itálii (Friuli-Venezia Giulia, Veneto, roku 1990 na 5.670 ha), v USA (pouze v Kalifornii roku 2007 na 1.457 ha), v Chile (1.142 ha roku 2006), v Jihoafrické republice roku 2007 na 1.019 ha, v Brazílii roku 1994 na 680 ha, v Austrálii roku 2007 na 588 ha, na Novém Zélandu, v Německu, ve Švýcarsko atd.
Ve Státní odrůdové knize České republiky není odrůda zapsána. Vinařský zákon nepovoluje u nás z této odrůdy vyrábět ani víno v kategorii zemských vín. Přesto je u nás, byť velmi vzácně a okrajově, pěstována.

## Název
Slovo „cabernet“ vzniklo v oblasti Médoc, v regionu Bordeaux, patrně je odvozeno od latinského slova „caput“, zde ve smyslu „odrůda révy, dávající černá vína“. Poprvé bylo v literatuře zmíněno až roku 1866. Patrně někdy v této době dostala odrůda i druhou část názvu, sloužící k odlišení od jiných odrůd „kabernetového typu“.
Odrůda má velké množství synonym, což svědčí o její starobylosti. Další, lokálně používaná synonyma odrůdy Cabernet Franc jsou : Каберне Фран, Гро Каберне, Гро Видюр, Кармене, Бретон (vše Rusko), Aceria, Acheria (Pays Basque francais, Irouléguy), A. Moyeta (Pays Basque), Ardounet (Béarn, nezaměňovat s odr. Ardonnet), Aroia, Arrouya (mylně), Auxquels, Baro, Beron, Bidure, Bordo (Itálie), B. Magher, Boubet, Bouchy (Béarn, Madiran, Tursan), Bouchet (Gironde, Bordelais), B. Saint Emilion, Breton (Val de Loire), Burdeas Tinto, Cabernet Aunis, C. Blanc, C. Bresciano, C. Carbouet, C. d'Aunis, C. Francese, C. Franco, C. Frank, C. Gris, Cabonet, Capbreton, C. Rouge (Landes), Carbenet, Carbonet, Carmenet, Couahort (Béarn), Crouchen Negre, C. Noir, Fer Servandou (USA, mylně), Gamay de Ricenay, Gamput, Gro Kaberne, G. Vidyur, Gros Bouchet, G. Cabernet, Grosse Vidure, Hartling, Kaberne Frank (býv. Jugoslávie), Karmene, Mencía (Španělsko, mylně), Méssanges Rouge, Morenoa Veron Bouchy, Noir Dur (Orléans), N. de Fontarrabie, Ondarrabi Beltza (Pays Basque espagnol, Txakoli), Petite Vidure, P. Vignedure, Petit Fer, P. Véronais, Plant Breton, P. des Sables, Rouge, Sable Rouge, Trouchet Noir (Béarn), Véronais, Veron Bouchy, Veronais.

## Mutace odrůdy
Odrůda je k mutaci náchylnější více, než Cabernet Sauvignon, ale méně, než Rulandské modré. V rámci variability odrůdy se lze setkat s morfologicky odlišnými populacemi s listy, hrozny či stopkami hroznů odlišné velikosti či zbarvení. Například populace CF z oblasti Pays basque a Béarn (synonyma Acheria, Bouchy, Bouchet) se dá považovat za archaickou formu odrůdy, populace z údolí Loiry (synonymum Breton) za novější formu. Ale i v rámci jedné oblasti se lze setkat s varietami s odlišnou velikostí hroznů či s odlišnými tvary listů, například v oblasti Béarn se pěstují vedle sebe Gros Bouchy a Petit Bouchy. Další známější varietou je mutace Cabernet Franc handia s velkými hrozny („handi“, baskicky „velký“), nalezená a selektovaná v okolí Irouléguy (Durquety a Dommercq, 1976). Na vinohradě v okolí Layon (Martigné/Layon, rok 2001) byla zase nalezena mutace odrůdy se žlutozelenými bobulemi.

## Kříženci odrůdy
Roku 1997 zveřejnili John E. Bowers a Carole P. Meredith z University of California, Davis, studii, ve které prostřednictvím analýzy DNA s vysokou pravděpodobností stanovili, že CS je křížencem odrůd Cabernet Franc a Sauvignon Blanc. Největší šance ke spontánnímu zkřížení těchto dvou odrůd nastala v Bordeaux v průběhu 17. století, z tohoto pohledu je možné, že v případě CS nejde o tak starobylou odrůdu, jak s dlouho předpokládalo.
Analýza DNA roku 2009 prokázala, že odrůda Merlot je spontánním křížencem odrůd Magdeleine Noire des Charentes a Cabernet Franc. Odrůda Carménère je spontánní kříženec odrůd Gros Cabernet x Cabernet Franc. U nás se CF stal jedním z rodičů dnes již velmi početné rodiny „kabernetových“ odrůd, a to odrůdy Cabernet Moravia.

## Pěstování

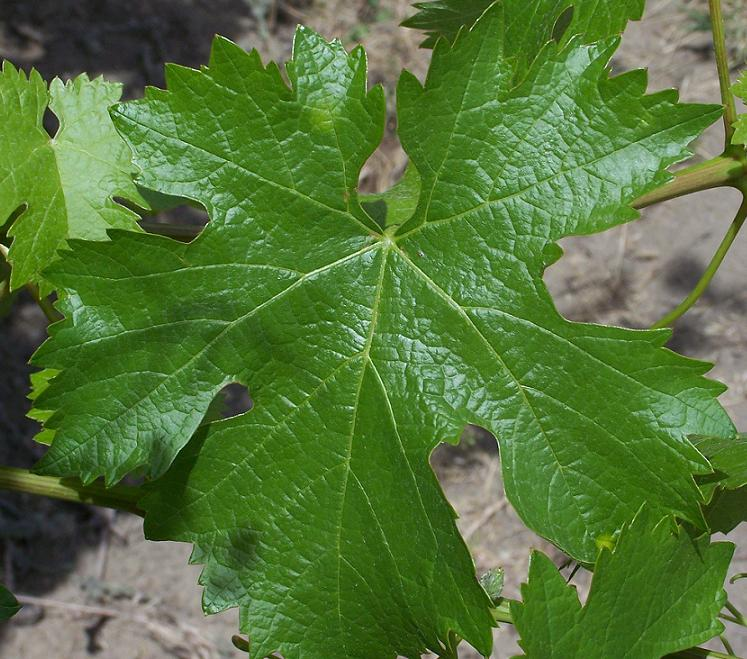
List Cabernet France

Obecně lze říci, že CF je velmi podobná odrůdě CS, ale raší a zraje nejméně o týden dříve, což jí umožňuje prosadit se v mírně chladnějších klimatických podmínkách. Proto tvoří plochy CF v Bordeaux jakousi pojistku pro případ slabšího ročníku a chladnějšího počasí v době sklizně pro odrůdu CS. Réví dobře vyzrává. Pro pozdější rašení odrůda pozdním jarním mrazíkům většinou uniká. Odolnost k zimním mrazům je dobrá, odolává až do -22 °C. Plodnost je nižší, 3,5-5 t/ha. Doporučované zatížení pro CF je 6-8 oček na m². Vhodný je řez na jeden dlouhý nebo dva kratší tažně.

### Fenologie
Vegetační cyklus odrůdy trvá 145 dní při sumě aktivních teplot (SAT) 2700-2800 °C. Odrůda raší středně pozdně, ve svém rodišti dozrává tato středně pozdní odrůda uprostřed až koncem října, 15-20 dnů po Chasselas, u nás koncem října.

### Choroby a škůdci
Odrůda je citlivější na napadení padlím révovým (Uncinula necator) na listech i na hroznech, průměrně citlivá je na plíseň révovou (Plasmopara viticola), plíseň šedou (Botrytis cinerea) a eutypózu, odolnost k hnilobě je díky volnějším hroznům a pevnější slupce poměrně dobrá.

### Poloha a půdy
Snáší i sušší půdy, na kterých vytváří menší bobule, které mohou být naopak kvalitnější.Daří se mu na půdách písčitých, dobře snáší i vyšší obsah vápníku, vína dává potom těžší a plnější.

## Víno

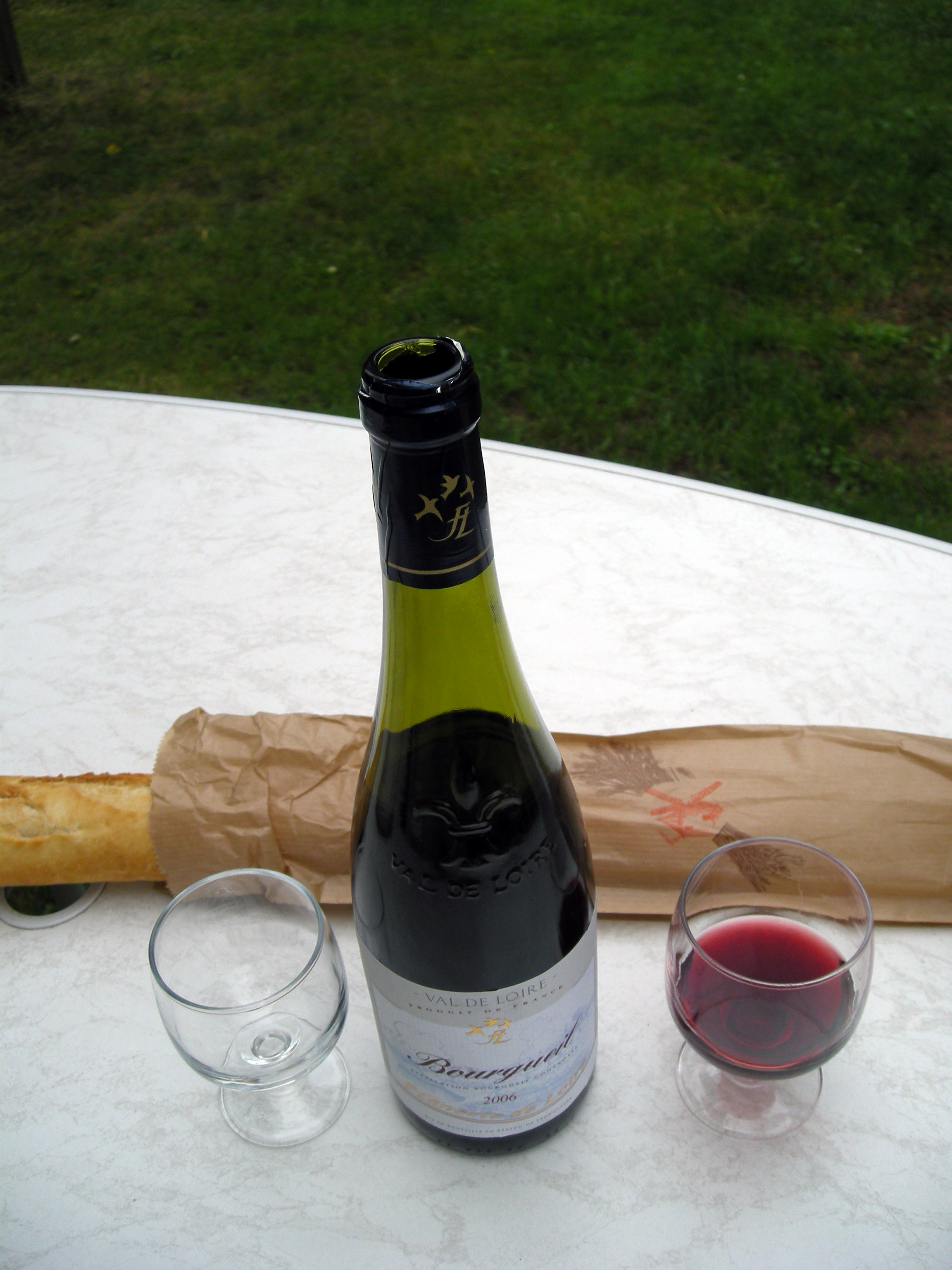
Bourgueil Cabernet Franc z údolí Loiry

Čistá odrůdová vína CF pocházejí z údolí Loiry, zvláště z Bourgueil, Chinonu a Saumur-Champigny, kde někdy dosahují neuvěřitelně vysoké kvality. V oblasti Bordeaux tvoří CF často páteř cuvée společně s odrůdami CS a Merlot.
Typické víno je sytě barevné, lehčího stylu a poněkud světlejší barvy, než CS, velmi dobře strukturované, plné, aromatické, s jemnějšími taniny než CS, ale je mnohem plnější a s vyšším extraktem, než Merlot. Lze jej poznat podle ovocitého aroma švestek, jahod, černého rybízu, ostružin a malin a dále podle vůně fialek, bylinek a čerstvě nakrájené zelené papriky s tóny kakaa, tabáku, tuhy, kdoulí, máty, černého i zeleného pepře, listů břečťanu. Vína dříve vyzrávají a dají se pít mladší než vína CS. Zajímavá jsou například i odrůdová ledová vína, vyráběná v USA a v Kanadě.

### Multimédia
- Ing. Radek Sotolář : Multimediální atlas podnožových, moštových a stolních odrůd révy, Mendelova zemědělská a lesnická universita Brno, zahradnická fakulta v Lednici
- Martin Šimek : Encyklopédie všemožnejch odrůd révy vinné z celýho světa s přihlédnutím k těm, co již ouplně vymizely, 2008-2012